# Riciclo del calcestruzzo
Il riciclo del calcestruzzo, nell'ambito del riciclaggio dei materiali edili, è l'insieme di processi che consentono il riutilizzo del materiale derivato dalla demolizione di edifici costruiti in cemento o calcestruzzo. Il riciclo costituisce un'alternativa più ecosostenibile ed economica al riversamento di questo materiale in discarica, anche per il risparmio nell'utilizzo del suolo che questo comporta.

## Introduzione

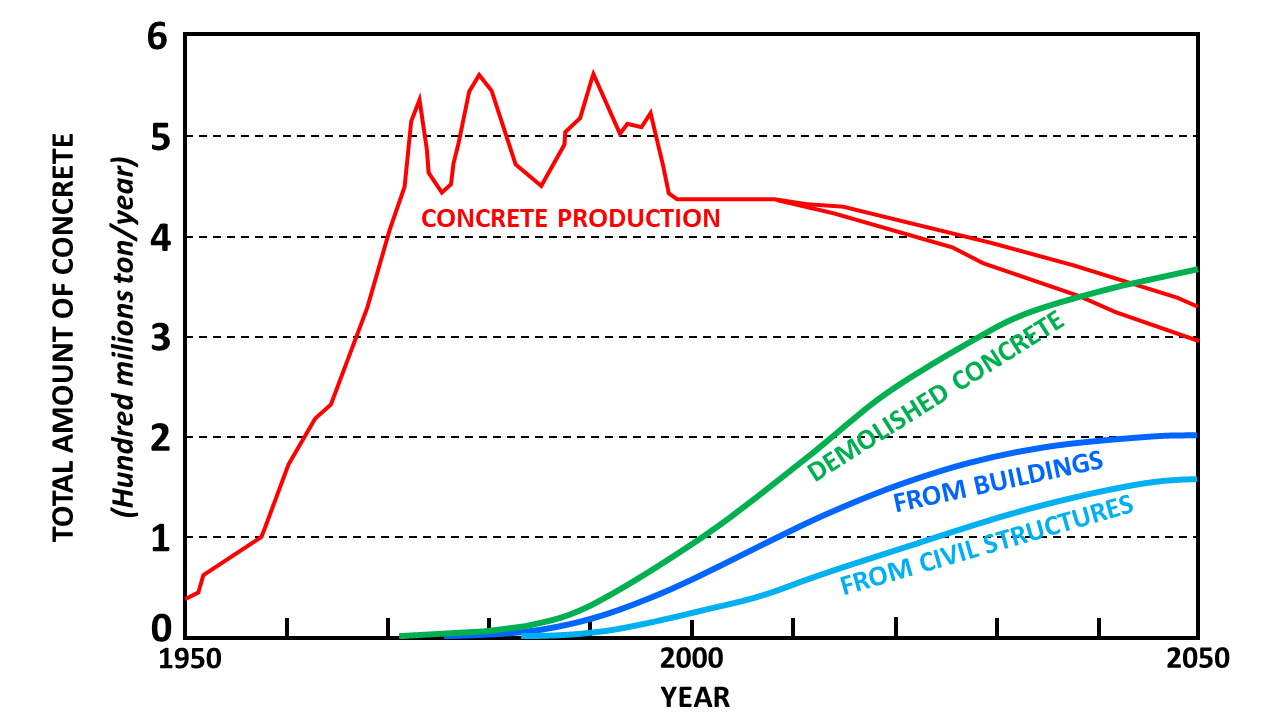
Diagramma che riporta la produzione di calcestruzzo in Giappone dal 1950, proiettato al 2050, con l'incremento di materiale di scarto derivato dalle demolizioni. Il quadro è in realtà variabile a seconda del contesto locale, ma il diagramma riportato è esemplificativo del rapporto tra produzione di materiale per l'edilizia e materiale derivato dallo smantellamento delle strutture per deterioramento o mutate esigenze.

Il cemento, impiegato sia come tale che come legante del calcestruzzo, è uno dei materiali in assoluto più utilizzati nelle costruzioni, per le sue caratteristiche meccaniche (incrementate ulteriormente nel calcestruzzo armato mediante l'uso di armature d'acciaio) e per la sua estrema adattabilità alle più diverse esigenze dei progetti architettonici, sia residenziali che industriali e militari, e nella realizzazione di pavimentazioni stradali. La sua ampia diffusione, dalla 
Seconda Rivoluzione Industriale (dalla metà del XIX secolo in poi), e l'espansione dell'edilizia nel secolo scorso, soprattutto nel secondo dopoguerra, con la rapida sostituzione degli edifici per degrado, distruzione o mutate esigenze, ha portato al problema fondamentale dello smaltimento del materiale derivato dalla demolizione. Il materiale risultante dalla demolizione (CDW, ovvero Construction and Demolition Waste) arriva a costituire fino all'80% del volume prodotto in origine e, su scala mondiale, fino al 30%-40% del rifiuto solido rinvenibile in discarica; tutto questo pone dei seri problemi di smaltimento, sia per lo spazio necessario, sia per i costi di trasporto e le problematiche di inquinamento correlate.. In sintesi, il riciclaggio di questo materiale offre tre vantaggi principali:
- minimizzare la domanda di nuove risorse per le costruzioni, con minore consumo di risorse naturali mediante cave e miniere;
- diminuire la spesa e l'impiego di energia per la produzione e per il trasporto dei materiali (sia per quanto riguarda la fabbricazione che lo smaltimento);
- promuovere il riutilizzo di materiali di risulta che altrimenti finirebbero in discarica, con consumo di suolo.

## Trattamento e utilizzo

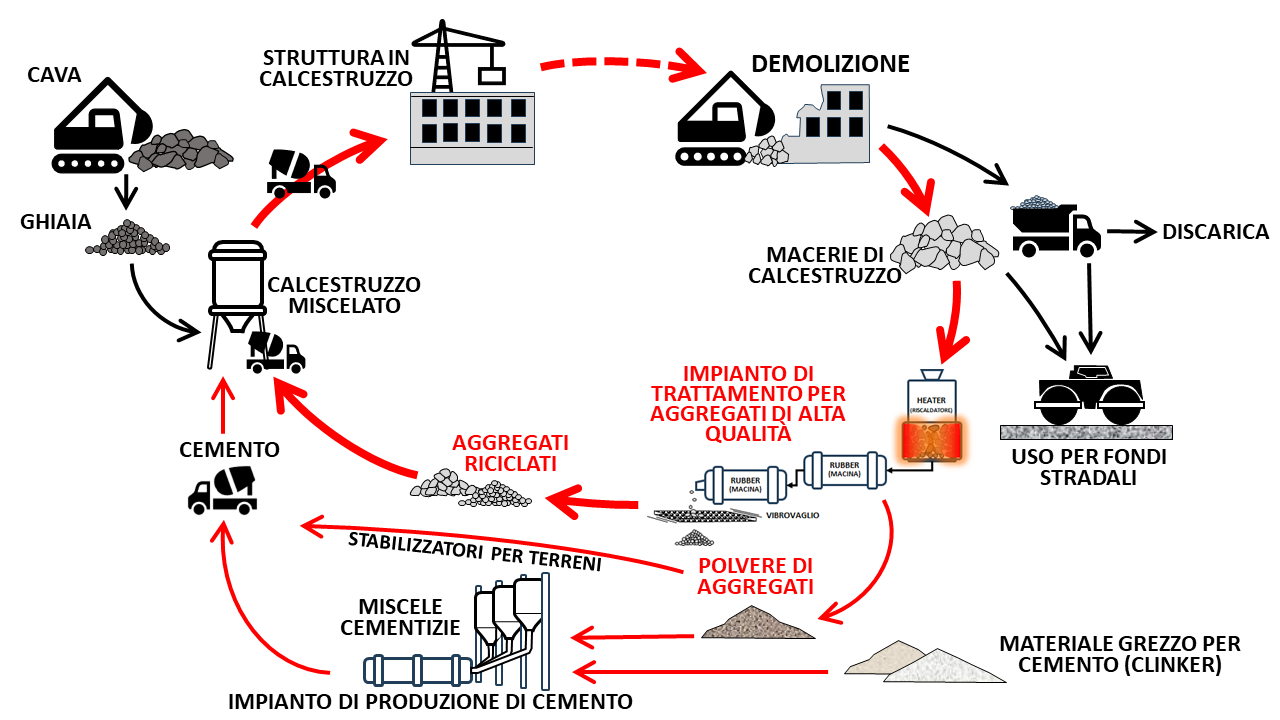
Schema di flusso del riciclo del calcestruzzo in un quadro di economia circolare.

Mentre il riciclo delle armature del calcestruzzo, opportunamente separate dalla matrice, è relativamente semplice trattandosi di acciaio (che può essere reimpiegato nell'industria metallurgica), la matrice stessa non è facilmente riciclabile in quanto il processo di idratazione del legante, che porta alla presa e all'indurimento, è irreversibile. Quindi il materiale di risulta può essere utilizzato soprattutto sotto forma di aggregati (inerti) per il confezionamento di nuovo calcestruzzo. Inoltre, la pezzatura del materiale da demolizione è fortemente irregolare. La qualità degli aggregati derivati all'origine, direttamente dalla demolizione, è quindi bassa e deve essere migliorata mediante opportuni trattamenti. La demolizione selettiva, con la separazione all'origine delle diverse categorie di materiali, permette un processo di riciclo più efficiente e veloce. Inoltre, la qualità degli aggregati risulta migliore se provenienti da impianti di trattamento presenti sul sito di demolizione, in cui la scelta del materiale è più agevole, controllata e omogenea, piuttosto che da impianti non in loco che accettino materiale da diversi siti di demolizione; la localizzazione degli impianti consente inoltre di eliminare le spese di trasporto.
Innanzitutto il materiale, dopo l'eliminazione dei contaminanti, deve essere ridotto alla granulometria opportuna mediante frantoi a mascelle o a urto. Frantoi mobili posti direttamente nel sito di demolizione evitano spese di trasporto. La qualità del materiale migliora progressivamente con il numero di trattamenti, che dipende dalla tipologia di utilizzo; tuttavia diminuisce il recupero per la progressiva polverizzazione. Inoltre, l'osservazione della microstruttura degli aggregati da demolizione evidenzia rispetto agli aggregati di origine primaria la presenza all'interfaccia malta-aggregati di micro-fratturazione e porosità che ne riducono la resistenza e aumentano l'assorbimento d'acqua, peggiorandone le proprietà meccaniche La durabilità degli aggregati può essere ulteriormente migliorata mediante trattamenti addizionali volti a incrementare densità, elasticità e resistenza e nel contempo a diminuirne il contenuto di acqua, mediante tecniche di "rubbing and heating", che sostanzialmente risultano nella deidratazione della malta di cemento aderente agli aggregati e nella sua rimozione meccanica.. 
Ulteriori miglioramenti nel prodotto finito, si possono ottenere mediante additivi specifici come cenere di carbone da centrali termoelettriche  (fly ash), che potenzialmente può sostituire il cemento tipo Portland, oppure miscele di sabbia, o ancora di vetro, quest'ultimo come sostituto degli aggregati fini nel calcestruzzo autocompattante (SCC). In generale, questa tipologia di trattamenti consente di migliorare la microstruttura degli aggregati sigillando pori e microfratture, diminuire l'assorbimento dell'acqua, aumentare la resistenza ai cicli gelo-disgelo e all'attacco dei solfati e migliorare infine l'aderenza tra matrice cementizia e aggregati.
Il riutilizzo di cemento o calcestruzzo derivato da demolizione può avvenire nei seguenti modi:
- Utilizzo diretto come materiale inerte. L'area di maggiore utilizzo per questo tipo di materiale è la costruzione di massicciate di fondazione per pavimentazione stradale, in sostituzione di materiali lapidei di cava. Si tratta quindi di materiale allo stato granulare, con o senza un legante cementizio. La scelta della granulometria dipende dal tipo di progetto e dalle caratteristiche del substrato stradale. La qualità richiesta per gli aggregati è generalmente non elevata.[12][13]
- Riciclo effettivo come aggregati per calcestruzzo. Poiché la domanda di inerti per fondo stradale non esaurisce la disponibilità di cemento/calcestruzzo da demolizione, gioca un ruolo fondamentale il riutilizzo degli aggregati nel confezionamento di nuovo calcestruzzo.[12] Per questo tipo di uso si rende necessario l'impiego di aggregati di qualità elevata, sottoposti ai processi di selezione e miglioramento descritti.[14]
- La polvere e i frammenti non utilizzabili come aggregati, derivati dai processi di trattamento, possono ancora essere utilizzati per la stabilizzazione dei terreni, e in particolare la polvere come componente grezzo per la fabbricazione di cemento.[15]

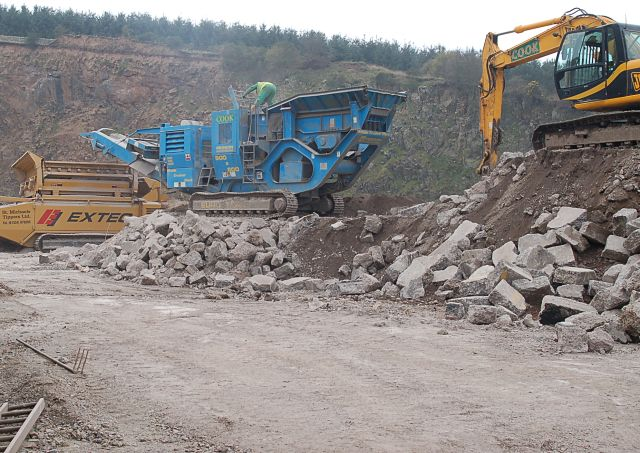
Frantoio mobile per la riduzione di dimensioni delle macerie.
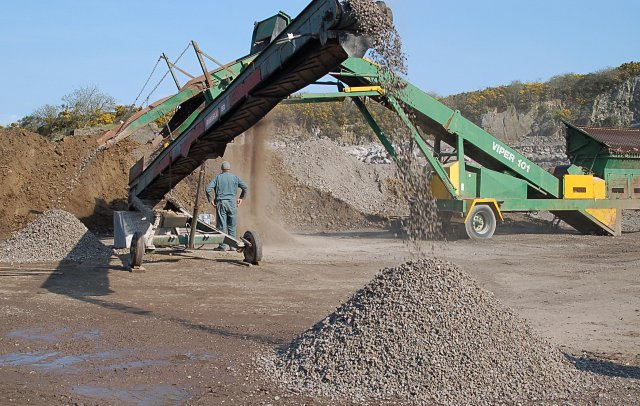
Separazione degli aggregati grezzi in frazioni a diversa granulometria.
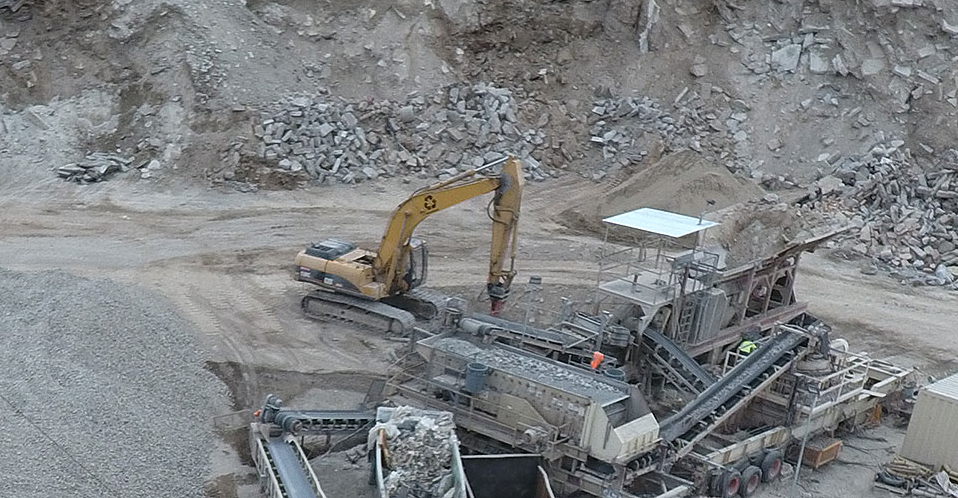
Impianto di riciclo del calcestruzzo in opera.

## In Italia
Mentre in diversi altri paesi dell'Unione europea il riciclo di aggregati è una realtà consolidata, l'Italia risulta essere molto indietro, penalizzata soprattutto dalle norme di legge, che limitano fortemente l'utilizzo di aggregati riciclati da demolizione nei calcestruzzi ordinari, permettendone l'uso al 100% solamente per i calcestruzzi non strutturali (classe C8/10). Questo campo di attività in Italia si può considerare agli inizi.
| Paese       | Sabbia e ghiaia estratte Mm3 | Aggregati riciclati e riutilizzati Mm3 | Aggregati artificiali Mm3 |
| ----------- | ---------------------------- | -------------------------------------- | ------------------------- |
| Germania    | 157                          | 43,6                                   | 26,4                      |
| Polonia     | 121,2                        | 11,5                                   | 6                         |
| Francia     | 72,1                         | 67,8                                   | 2,4                       |
| Italia      | 38,7                         | 0                                      | 3,6                       |
| Austria     | 38,2                         | 2,4                                    | 1,8                       |
| Romania     | 35,8                         | 0,6                                    | 0                         |
| Regno Unito | 32,1                         | 39,3                                   | 4,5                       |
| Paesi Bassi | 29,6                         | 12,6                                   | 0                         |
| Spagna      | 21,3                         | 1,6                                    | 0,4                       |

| Origine del materiale da riciclo                                                                            | Classe del calcestruzzo                                                             | percentuale di impiego  |
| --- | ----------------------------------------------------------------------------------- | ----------------------- |
| demolizioni di edifici (macerie)                                                                            | = C 8/10                                                                            | fino al 100%            |
| demolizioni di solo calcestruzzo e c.a. (frammenti di calcestruzzo ≥ 90%, UNI EN 933-11:2009)               | ≤ C 20/25 ≤ C 30/37 ≤ C 45/55                                                       | fino al 60% ≤ 30% ≤ 20% |
| Riutilizzo di calcestruzzo interno negli stabilimenti di prefabbricazione qualificati - da qualsiasi classe | Classe minore del calcestruzzo di origine Stessa classe del calcestruzzo di origine | fino al 15% fino al 10% |

### Esplicative
1. ↑  fresatura e riscaldamento
2. ↑  Il calcestruzzo non strutturale non deve essere impiegato per la costruzione di elementi portanti, ma viene utilizzato solo per livellamenti e riempimenti o per isolamento termico; ha quindi caratteristiche di durabilità e di resistenza meccanica inferiori a quelli dei calcestruzzi ordinari.

### Bibliografiche
1. ↑  Shomal Zadeh et al. (2023), p. 787, fig. 2.
2. ↑  Shomal Zadeh et al. (2023), pp. 784-789.
3. ↑  Shomal Zadeh et al. (2023), p. 785.
4. ↑  Shima et al. (2005), p. 53, fig.1, modificata.
5. ↑  Zanchini e Nanni (2021).
6. 1 2  Tomosawa et al. (2004), p. 6.
7. ↑  Al-Waked et al. (2022), pp. 8-10.
8. ↑  Shima et al. (2005), pp. 53-55.
9. 1 2  Al-Waked et al. (2022), pp. 12-13.
10. ↑  Al-Waked et al. (2022), p. 13.
11. ↑  Shomal Zadeh et al. (2023), p. 788.
12. 1 2  Tomosawa et al. (2004), p. 4.
13. ↑  Shima et al. (2005), pp. 53-54.
14. ↑  Tomosawa et al. (2004), p. 5.
15. ↑  Shima et al. (2005), p. 55.
16. 1 2  Zanchini e Nanni (2021), p. 16.
17. ↑  Supplemento ordinario alla “Gazzetta Ufficiale„ n. 42 del 20 febbraio 2018 - Serie generale; pp. 311-312, Tab. 11.2.III.